# Дитрих I (Рункел)
Дитрих I фон Рункел (на немски: Ditrih I fon Runkel; fl. 1226) е съ-господар на Рункел във Вестербург от 1221 до ок. 1226 г.

## Произход и управление
Той е вторият син на Зигфрид III, господар на Рункел-Вестербург и съпругата му фон Лайнинген.
От 1221 г. Дитрих е съ-господар на замък Рункел заедно с по-големия му брат Зигфрид IV фон Рункел-Вестербург († 1266), който е баща на Зигфрид фон Вестербург († 1297), архиепископ на Кьолн (1275 – 1297).

## Фамилия
Дитрих се жени за жена с неизвестно име. Те имат децата: 
- Зигфрид V фон Рункел (* ок. 1250), съ-господар на Рункел, сам господар от 1277 г., женен преди 17 декември 1263 г. за графиня Маргарета фон Диц-Вайлнау (* ок. 1250), дъщеря на Хайнрих I фон Диц-Бирщайн, граф на Вайлнау (* ок. 1234) и Луитгарт фон Тримберг († 1297)
- Вилхелм (* ок. 1270; † 1296), fl. 1270/1296
- Елизабет, абатиса на Св. Урсула в Кьолн (1281 – 1298)
- Бела (* ок. 1302), каноничка в Есен (1302 – 1327)
- Герхард